# Денисово (Петушинський район)
Денисово (рос. Денисово) — присілок у Петушинському районі Владимирської області Російської Федерації.
Входить до складу муніципального утворення Пекшинське сільське поселення. Населення становить 14 осіб (2010).

## Історія
Присілок розташований на землях фіно-угорського народу мещери.
Від 12 липня 1929 року належить до Петушинського району, утвореного спочатку у складі Орєхо-Зуєвського округу Московської області.
Згідно із законом від 13 жовтня 2004 року входить до складу муніципального утворення Пекшинське сільське поселення.

## Населення
| 1859 | 1905 | 1926 | 2002 | 2010 |
| ---- | ---- | ---- | ---- | ---- |
| 230  | ↘199 | ↘161 | ↘17  | ↘14  |